# 북방안데스사슴
북방안데스사슴(Hippocamelus antisensis)은 사슴과 노루아과에 속하는 사슴의 일종이다. 타르카(taruca) 또는 페루우에물로도 알려져 있다. 남아메리카의 페루 중부와 볼리비아를 지나 칠레 북동부, 그리고 아르헨티나 북부 지역에 이르는 안데스산맥에서만 발견된다. 중형 크기의 무거운 사슴이다. 몸길이는 128~146cm, 꼬리는 11~13cm, 어깨 높이는 69~80cm 정도이다. 다 자라면 몸무게는 69~80kg이다. 대부분의 사슴과 마찬가지로 수컷이 암컷보다 현저히 크다.